# بيتر أرتنر
بيتر أرتنر (بالألمانية: Peter Artner)‏ (مواليد 20 مايو 1966) هو لاعب كرة قدم. يلعب مع منتخب النمسا لكرة القدم. سبق له أن لعب في كأس العالم لكرة القدم مع منتخب بلاده.

## روابط خارجية
- بيتر أرتنر على موقع الاتحاد الدولي (مؤرشف)  (الإنجليزية)
- بيتر أرتنر على موقع الاتحاد الأوربي (الإنجليزية)
- بيتر أرتنر على موقع قاعدة بيانات كرة القدم.إي يو (الإنجليزية)
- بيتر أرتنر على موقع ناشيونال فوتبول تيمز (الإنجليزية)
- بيتر أرتنر على موقع عالم كرة القدم.نت (الإنجليزية)